# Filtro (cigarro)

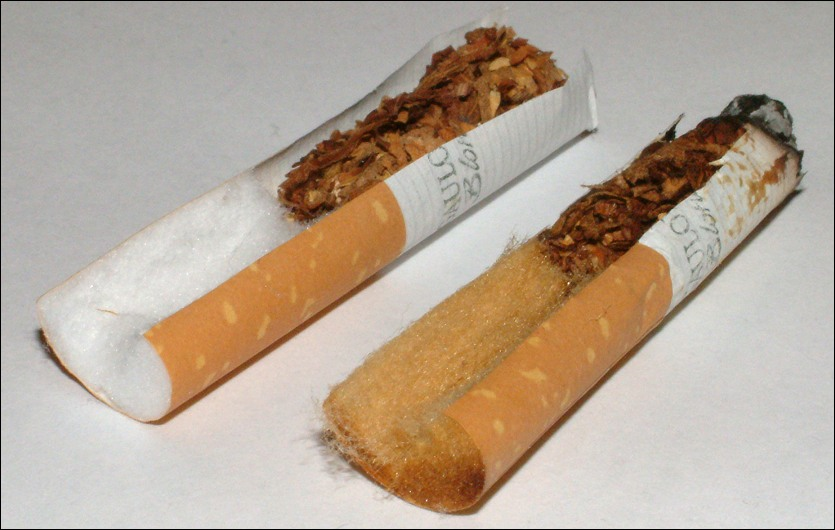
Un cigarro con el filtro nuevo y otro usado.

Los filtros de tabaco de los cigarrillos tienen como objetivo filtrar partículas tóxicas del humo que estos desprenden al quemarse para hacerlo menos nocivo para el fumador. Muchas de las partículas nocivas son cancerígenas, por lo que es sumamente importante su filtración. Sin embargo, no se ha demostrado que den beneficios a la salud. Los filtros también  reducen la dureza del humo y mantienen las hojuelas del tabaco fuera de la boca del fumador.

## Manufactura

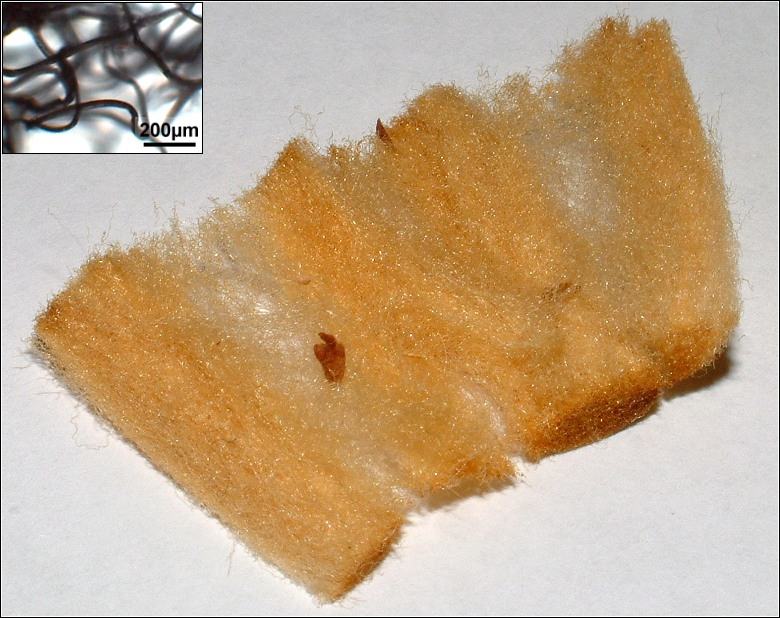
Material de un filtro usado de cigarrillo

La materia prima para la manufactura de los filtros de cigarrillo es la celulosa (obtenida de la madera). La celulosa es acetilada (esto es, convertida en un material llamado acetato de celulosa o simplemente "acetato" para abreviar), disuelta, e hilada como fibras sintéticas continuas ordenadas en un atado llamado estopa. Esta estopa es abierta, plastificada, se le da forma, y se corta a una longitud adecuada para actuar como un filtro.
Otros filtros tienen una cámara llena con gránulos de carbón activo, que filtra las partículas y aparece como una pequeña piedra negra después de quemar el filtro.
A principios de los cincuenta, los cigarrillos de la marca Kent usaron crocidolita (un tipo de asbesto) como parte del filtro (Micronite). Las fibras de asbesto son a prueba de agua, insolubles y forman fibras extremadamente finas, pero se ha probado que causan cáncer al pulmón cuando son inhaladas.

## Riesgos para la salud
Aunque la mayoría de los fumadores cree que los filtros hacen más seguros a los cigarrillos, debe considerarse que la cantidad de alquitrán de la que se informa en los cigarrillos es medida tras el filtro. En otras palabras, es la cantidad de alquitrán que el filtro no pudo filtrar.
Además, el filtro de los cigarrillos estándar contiene quince mil fibras de acetato por filtro. Estas fibras pueden desprenderse de los filtros y ser inhaladas por el fumador. No se ha determinado aún el riesgo que estas fibras recubiertas de alquitrán puedan suponer para la salud.

### Cigarrillos light
En los cigarrillos light y en algunos cigarrillos fuertes, el filtro está perforado con pequeños agujeros que diluyen el humo con aire. Como consecuencia, el humo inhalado contiene menos alquitrán y nicotina.  En teoría, esto debería hacer el cigarrillo "más seguro" que aquellos sin filtro. En la práctica, sin embargo, el fumador promedio lo compensa inhalando más profundamente o cubriendo parte de los agujeros con los dedos o labios. A consecuencia de esto, los fumadores de cigarrillos light pueden ser expuestos a iguales o mayores dosis de carcinógenos y alquitrán que lo que estarían con cigarrillos con un nivel medio de alquitrán.